# Mordellistena palmi
Mordellistena palmi är en skalbaggsart som beskrevs av Liljeblad 1945. I den svenska databasen Dyntaxa används istället namnet Mordellistena thurepalmi. Mordellistena palmi ingår i släktet Mordellistena och familjen tornbaggar. Arten är reproducerande i Sverige. Inga underarter finns listade i Catalogue of Life.